# Thorsonia fusiformis
Thorsonia fusiformis is een zeekomkommer uit de familie Phyllophoridae.
De wetenschappelijke naam van de soort werd in 1940 gepubliceerd door Svend Geisler Heding.